# Петина, Ирра
Ирра Петина, настоящее имя Ирина Степановна Петина (англ. Irra Petina; 18 апреля 1908, Санкт-Петербург, Россия — 19 января 2000, Остин, США) — американская певица оперы и оперетты (контральто), актриса театра и кино. Пела в Метрополитен-опере и в бродвейских мюзиклах.

## Биография
Ирина Петина родилась в 1908 году в Петербурге. Её отцом был генерал-лейтенант Степан Петин, офицер Собственного Его Императорского Величества конвоя при императоре Николае II. После революции 1917 года семья бежала из России в Китай, в Харбин, где Ирина начала учиться пению в среде русских эмигрантов. В возрасте 21 года она переехала с семьёй в США, в Филадельфию, где поступила в Кёртисовский институт музыки. Её преподавателем вокала стала Харриет ван Эмден.
Ирра Петина (сценический псевдоним Ирины) закончила обучение в 1935 году, однако её дебют в Метрополитен-опере состоялся до того: в 1933 году она выступила в партии Швертлейты в «Валькирии» Вагнера. В общей сложности на протяжении своей карьеры она приняла участие в 444 постановках на сцене Метрополитен-оперы, в том числе в ролях Маддалены в «Риголетто» Верди, маркизы ди Беркенфилд в «Дочери полка» Доницетти, Фёдора в «Борисе Годунове» Мусоргского, Аннины в «Кавалере розы» Штрауса и Кармен в одноимённой опере Бизе. Критики особо отмечали её исполнение роли Марселины в «Женитьбе Фигаро» Моцарта, Берты в «Севильском цирюльнике» Россини и Розалинды в «Летучей мыши» Штрауса.
Помимо оперных ролей, Ирра Петина пела в опереттах и в мюзиклах на Бродвее. Её прозвали «королевой флоперетт» (флопереттами назывались оперетты, следовавшие традиционным канонам и к 40-м годам XX века уступившие место более прогрессивным постановкам). В частности, она выступала в таких бродвейских мюзиклах, как «Song of Norway» (1947), «Magdаlena» (1948), «Hit the Trail» (1954) и «Anya» (1965). За роль Старой Леди в «Кандиде» Бернстайна она была номинирована на Премию Тони.
В кино приняла участие в двух американских мьюзиклах: «Балалайка» (1939) и «Жареная канарейка» (1941).
Была замужем за доктором Франком Басси.
Ирра Петина умерла в Остине (Техас) в 2000 году, в возрасте 91 года.